# Comarapa

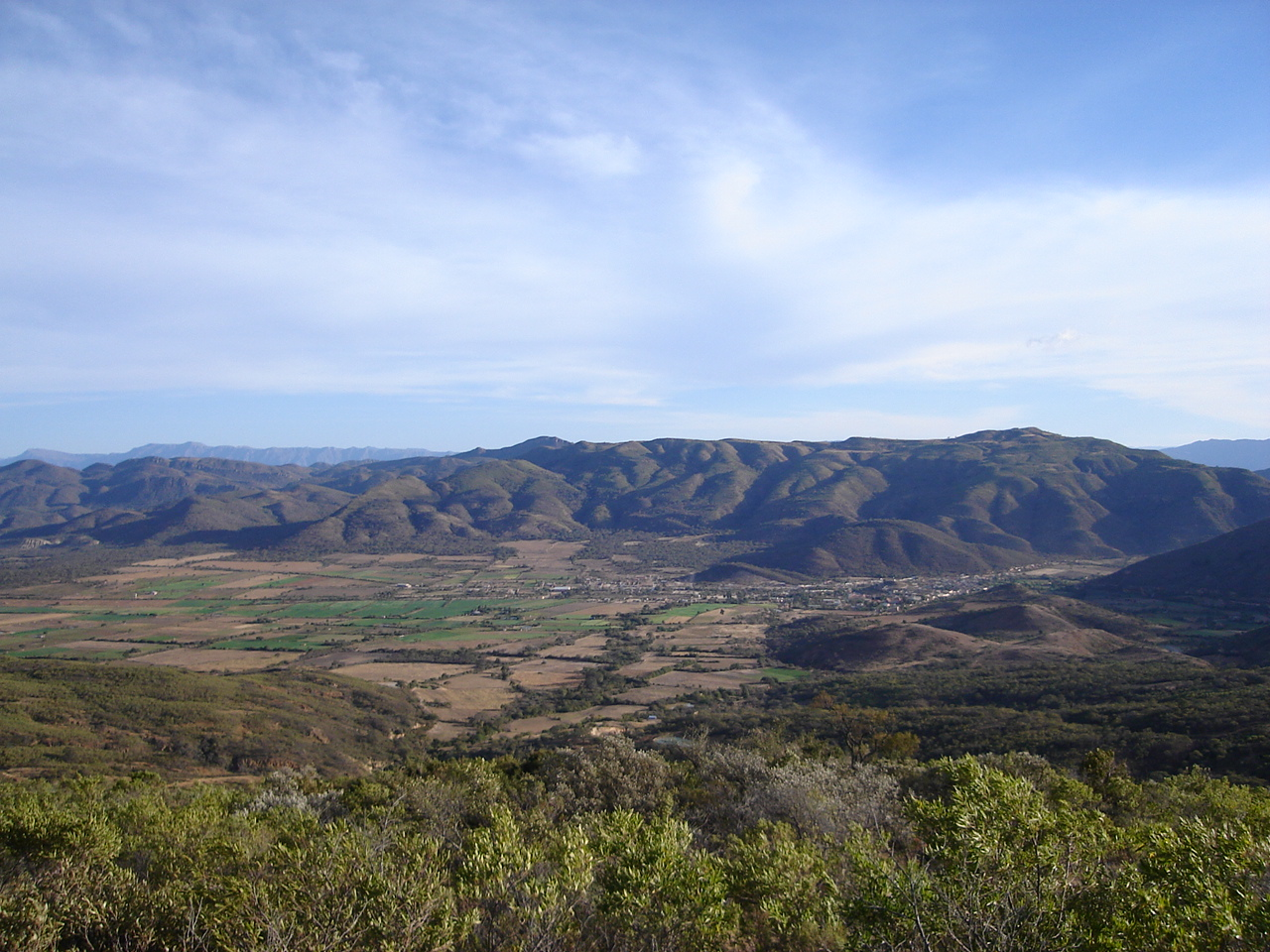
Comarapa

Comarapa is de hoofdstad van de provincie Manuel María Caballero in het departement Santa Cruz in Bolivia.